# Milan Kučan
Milan Kučan, né le 14 janvier 1941 à Križevci, est un homme d'État slovène. Il est le premier président de la république de Slovénie de 1991 à 2002.

## Biographie

### Jeunesse
Milan Kučan naît à Križevci, un village de la Prekmurje, au Nord-Est de la Slovénie, alors dans le royaume de Yougoslavie. Au cours de la Seconde Guerre mondiale, comme beaucoup d'autres enfants slovènes il se réfugie en Serbie.

### Carrière politique
En 1986, il devient le chef de la Ligue des communistes de Slovénie. À l'époque les opinions libérales et démocratiques – ainsi que nationalistes et séparatistes – progressent en Slovénie. Kučan lance alors un mouvement de réforme démocratique de grande ampleur.[réf. nécessaire]
En 1989, la Slovénie adopte des amendements à sa Constitution affirmant la prééminence de sa souveraineté sur celle de la Fédération yougoslave et son droit à l'autodétermination.
Ces réformes constitutionnelles sont combattues sans grande force par le gouvernement serbe dirigé par Slobodan Milošević. 
Le 23 janvier 1990, Kučan dirige la délégation slovène qui quitte le congrès de la Ligue des communistes de Yougoslavie qui, peu après, se désintègre en tant que parti politique d'une Yougoslavie unie. Peu après, la Ligue des communistes de Slovénie change son nom en Parti de la réforme démocratique.
Sous la direction de Kučan, la Slovénie est la première des républiques yougoslaves à introduire le multipartisme et a organiser des élections libres en avril 1990. Kučan est élu président de la présidence collégiale de Slovénie le 22 avril. Il poursuit une politique de transformation de la Yougoslavie en une confédération plus lâche, et conduit la Slovénie vers l'indépendance lorsqu'il apparaît que ce projet n'est plus réalisable. Le 23 décembre 1990, à l'issue du référendum d'autodétermination, une majorité de 88,5 % des suffrages se prononce en faveur de l'indépendance.
L'indépendance est déclarée le 26 juin 1991 et entraîne une courte guerre contre l'Armée fédérale yougoslave entre le 27 juin et le 4 juillet suivant, à la suite de laquelle la Slovénie s'émancipe définitivement.
Après l'indépendance, Kučan est largement élu président de Slovénie le 6 décembre 1992 en obtenant 63,93 % des voix en tant que candidat indépendant avec le soutien de l'ancienne Ligue des communistes. Il est investi le 22 décembre. Il est réélu au premier tour le 23 novembre 1997 contre sept autres candidats avec 55,54 % des voix.
Sa présidence prend fin le 22 décembre 2002 quand Janez Drnovšek, élu le 1er décembre précédent, lui succède.

### Autres activités
Alors qu'il est encore président, Kučan est l'un des membres fondateurs du Collegium international éthique, politique et scientifique, association qui souhaite apporter des réponses intelligentes et appropriées qu'attendent les peuples du monde face aux nouveaux défis de notre temps.
Il est membre du comité de parrainage du Tribunal Russell sur la Palestine dont les travaux ont commencé le 4 mars 2009.

### Vie privée
Kučan est marié à Štefka Krpač.

## Distinctions
- Ordre de Malte : Collier de l'ordre pro Merito Melitensi (1995)
- Portugal :  Grand-croix avec collier de l'ordre de l'Infant Dom Henri (2000)
- Danemark :  Chevalier de l'ordre de l'Éléphant (2001)
- Espagne :  Chevalier du collier de l'ordre d'Isabelle la Catholique (2002)